# Mohra
Mohra è un film del 1994 diretto da Rajiv Rai.